# Carlos Bianchi (athlétisme)
Pour les articles homonymes, voir Carlos Bianchi et Bianchi.
Carlos Bianchi (né le 19 décembre 1910 et mort le 20 octobre 1935) est un athlète argentin, spécialiste du 100 et du 200 mètres.

## Biographie
Il participe à l'épreuve du 200 m des Jeux olympiques de 1932, à Los Angeles où il établit un nouveau record olympique de 21 s 4 en quarts de finale pour se classer finalement cinquième de la finale dans le temps de 21 s 6. Il atteint par ailleurs les demi-finales de l'épreuve du 100 m.
Médaillé d'argent du 100 m lors des Championnats d'Amérique du Sud d'athlétisme 1929, il remporte les titres, du 100 m, 200 m et 4 × 100 m lors des Championnats d'Amérique du Sud d'athlétisme 1931.

## Palmarès
| Date | Compétition     | Lieu      | Résultat | Épreuve |
| ---- | --------------- | --------- | -------- | ------- |
| 1932 | Jeux olympiques | Amsterdam | 5e       | 200 m   |